# Leymen
Leymen (Duits: Leimen) is een gemeente in het Franse departement Haut-Rhin in de regio Grand Est en telt. De plaats maakt deel uit van het arrondissement Mulhouse. Leymen telde op 1 januari 2022 1.263 inwoners.

## Geografie
De oppervlakte van Leymen bedroeg op 1 januari 2022 11,64 vierkante kilometer; de bevolkingsdichtheid was toen 108,5 inwoners per km².

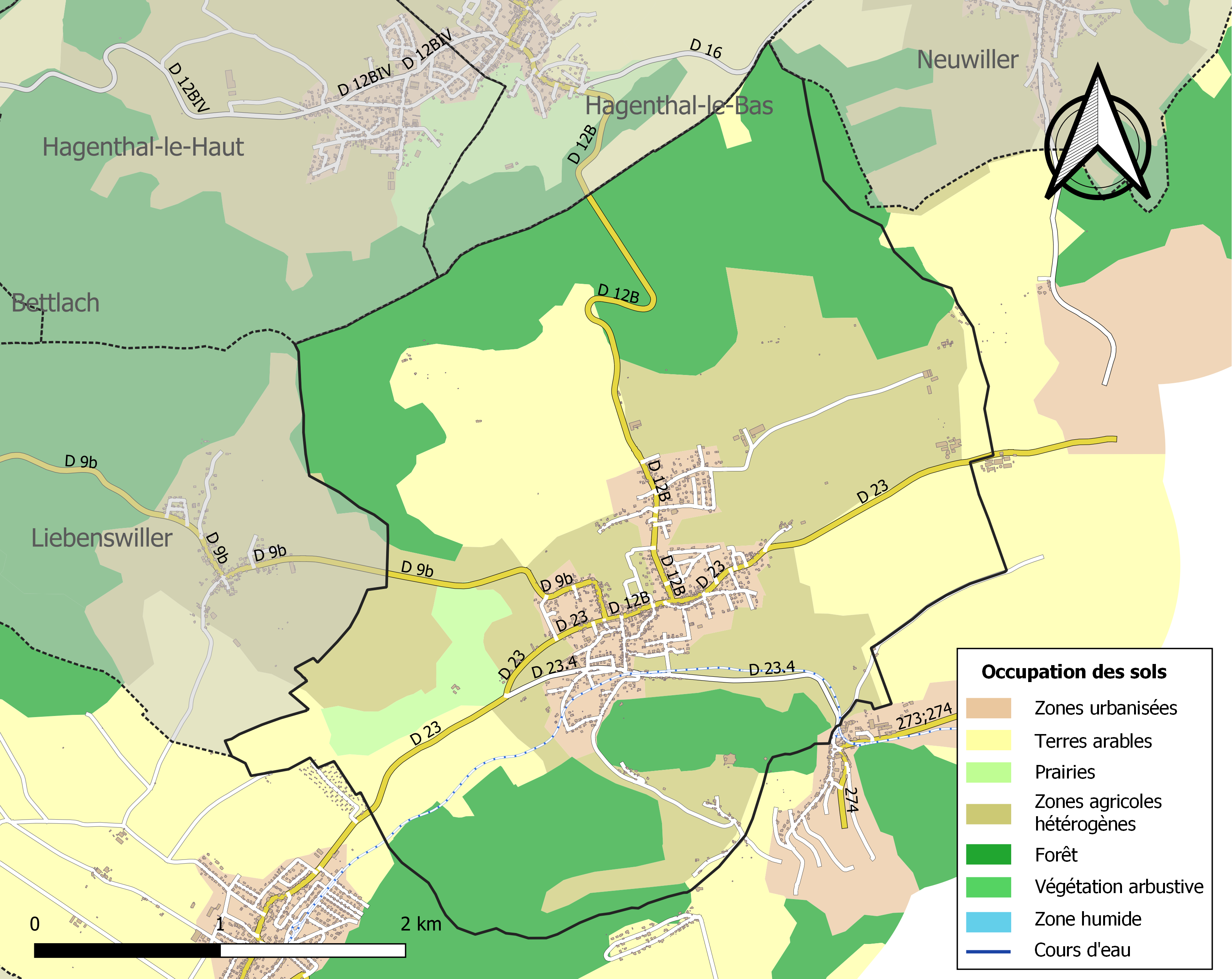
Kaart van de gemeente met de belangrijkste infrastructuur, bodemgebruik en omliggende gemeenten

## Tram

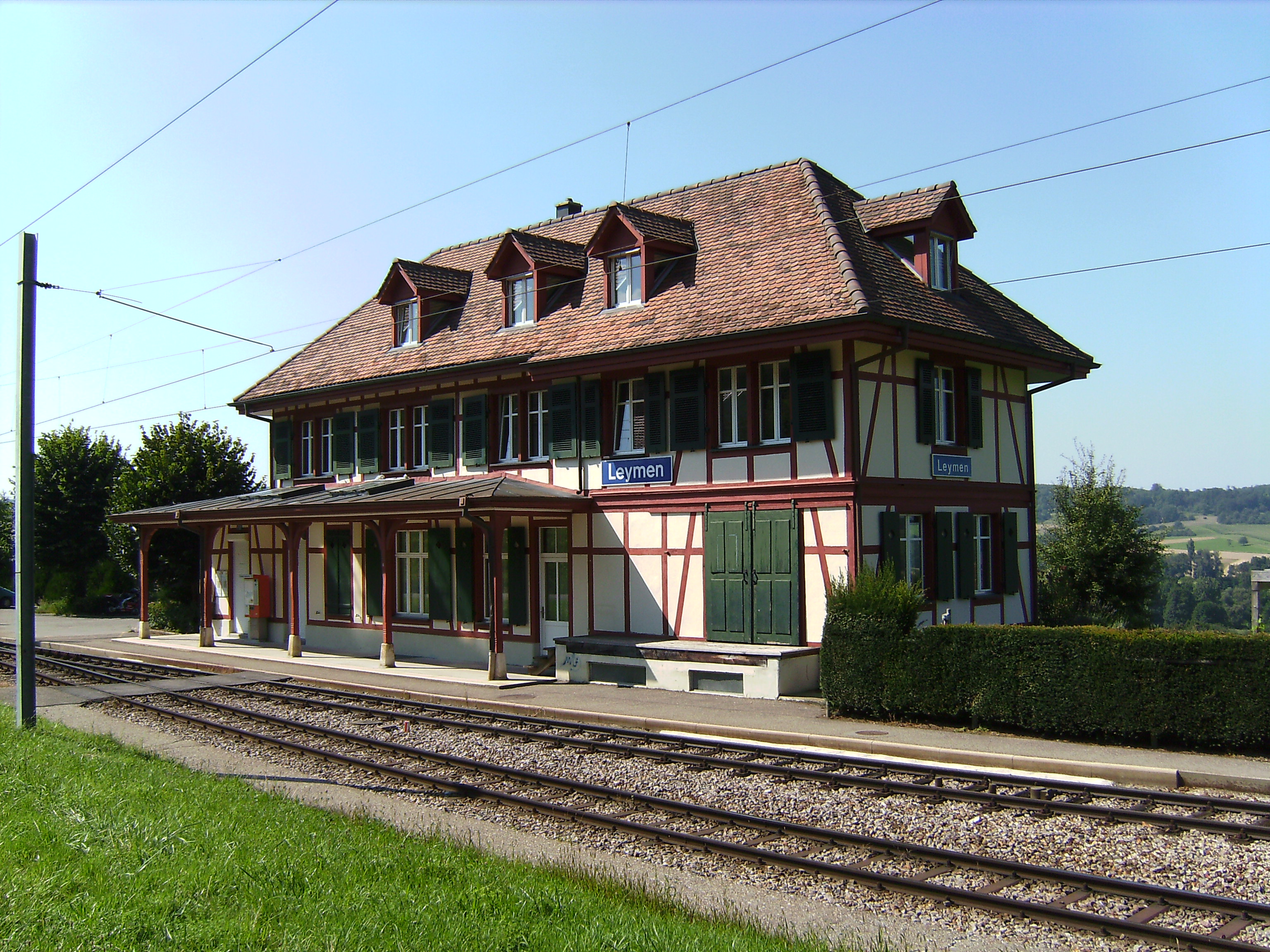
Stationsgebouw van Leymen

De gemeente wordt bediend door een halte van Zwitserse tramlijn 10 van Bazel naar Rodersdorf. Deze tramlijn is geopend in 1910, toen de streek nog in Duitsland lag.

## Demografie
Onderstaande figuur toont het verloop van het inwonertal (bron: INSEE-tellingen).